# 里泰姆

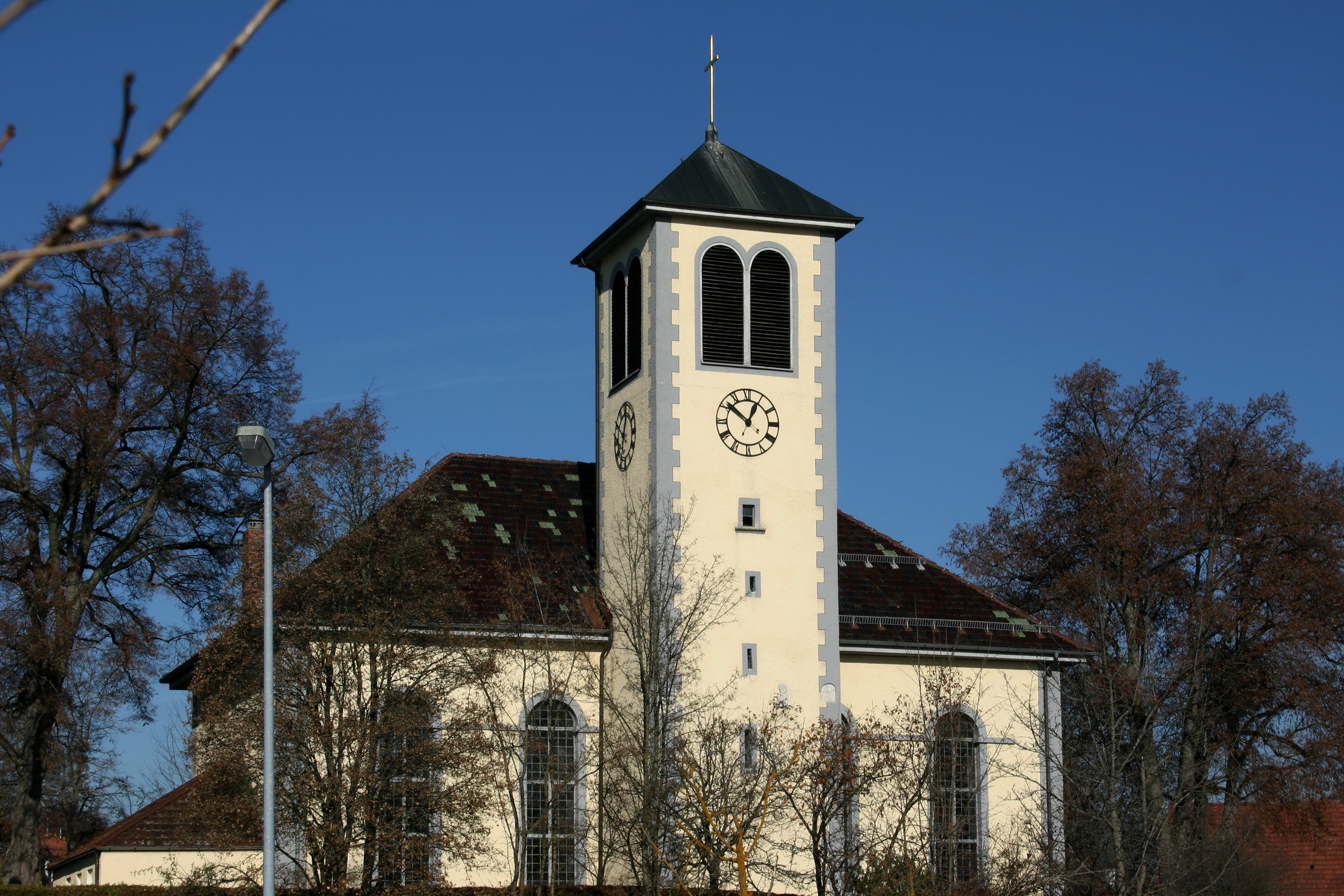

里泰姆是瑞士的城鎮，位於該國北部，由阿爾高州負責管轄，面積3.93平方公里，海拔高度331米，2012年人口737，四成半人口信奉羅馬天主教，人口密度每平方公里188人。